# Bonifacy Łangowski
Bonifacy Łangowski (ur. 5 maja 1883 w Barłogach koło Kościerzyny, zm. 22 marca 1940 w Stutthofie) – działacz Polonii w Wolnym Mieście Gdańsku, poseł do Volkstagu (1920–1928), z zawodu adwokat, radca prawny Komisariatu Generalnego RP w Gdańsku.

## Życiorys
Po ukończeniu studiów prawniczych w 1912 otworzył kancelarię adwokacką w Gdańsku.
Obok Franciszka Kubacza i Wojciecha Jedwabskiego był delegatem gdańskiej Polonii w paryskich negocjacjach nad polsko-gdańskim układem handlowym.
W latach 1920–1928 sprawował mandat posła do Volkstagu Wolnego Miasta Gdańska I i II kadencji wybranego z listy polskiej.
W 1932 wydał broszurę "Uwagi z Gdańska na czasie" o trudnym położeniu ludności polskiej w Wolnym Mieście.
Represjonowany po wybuchu II wojny światowej, zginął w obozie koncentracyjnym w Sztutowie.

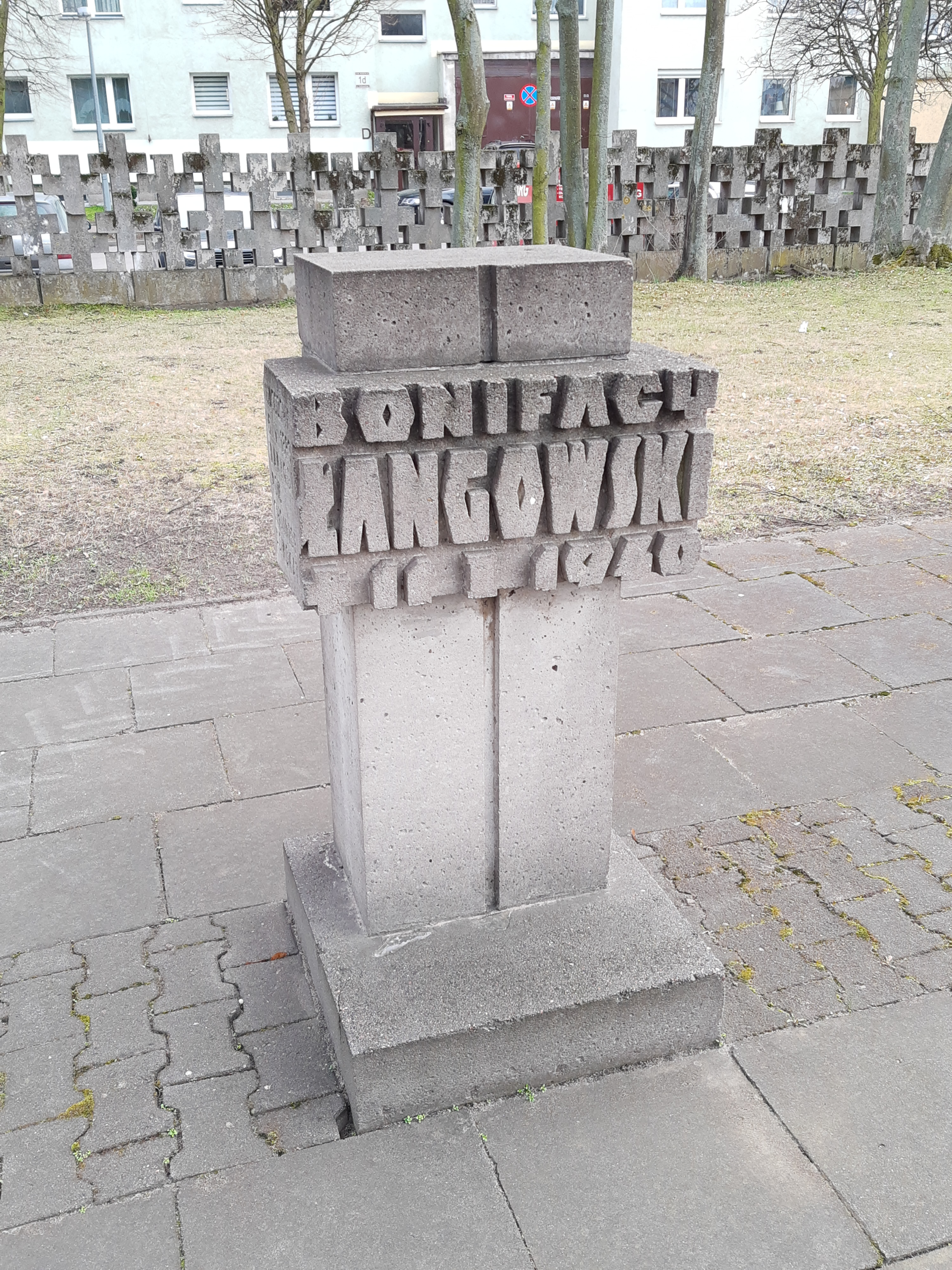
Grób Bonifacego Łangowskiego na Cmentarzu Ofiar Hitleryzmu na Zaspie